# Project X – A buli elszabadul
A Project X – A buli elszabadul (eredeti cím: Project X) 2012-ben bemutatott amerikai tinivígjáték, melyet Nima Nourizadeh rendezett, írói pedig Michael Bacall és Matt Drake. A főszerepben Thomas Mann, Oliver Cooper és Jonathan Daniel Brown látható.
A Project X 2012. március 2-án került a mozikba az Amerikai Egyesült Államokban, Kanadában és az Egyesült Királyságban, és világszerte több mint 100 millió dolláros bevételt hozott. A kritika a főszereplők "visszataszító" viselkedésére és a drogfogyasztás hatásainak figyelmen kívül hagyására összpontosított. Más kritikák viccesnek és izgalmasnak tartották, és az 1978-as Party zóna című vígjáték modern változataként írták le. A megjelenést követően nagyszabású bulik incidensei hivatkoztak a filmre, vagy azt okolták, mint inspirációt.

## Rövid történet
Három középiskolás végzős születésnapi bulit rendez, hogy hírnevet szerezzen maguknak. Az éjszaka előrehaladtával a dolgok irányíthatatlanná válnak, ahogy a buli híre elterjed.

## Cselekmény
Pasadenában a középiskolások, Costa és J.B. azt tervezik, hogy barátjuk, Thomas születésnapjára bulit rendeznek, hogy növeljék népszerűségüket. Thomas szülei elutaznak a hétvégére, így egyedül marad a házban, de figyelmeztetik, hogy ne hívjon túl sok embert, és ne vezesse az apja Mercedesét. Thomas vonakodik attól, hogy a partit a házában tartsák, de Costa folytatja tervét, és felbéreli az audiovizuális szakos hallgatót, Daxot, hogy rögzítse az éjszaka eseményeit. Míg Costa, J.B. és Dax az egész iskolában meghirdeti a bulit, addig maga Thomas meghívja legjobb barátját, Kirbyt, aki belezúgott, és Alexist, az iskolájuk népszerű tanulóját.
Miután megvásárolták a parti kellékeket, a fiúk elmennek marihuánát venni a drogdíler T-Rick-hez. Costa ellopja a kerti törpéjét, hogy a buli kabalájaként használja. Amikor távoznak, T-Rick felfedezi a lopást, és üldözőbe veszi őket, de Thomas kisbuszával elmenekülnek. Ahogy leszáll az éj, a buli kezdési időpontja lejár, de senki sem jelenik meg, és Thomas aggódik, hogy a buli kudarcba fullad. Hirtelen tömegesen érkeznek a bulizó vendégek. Thomas a partit a hátsó udvarra és a medenceházra akarja korlátozni, a házat pedig Everett és Tyler, két fiatal biztonsági őr fogja őrizni, akiket Costa bérelt fel. Azonban egyre többen és többen kezdenek érkezni, és a buli az ellenőrzésükön kívül a házba is átterjed. Thomas kérdőre vonja Costát, hogyan hirdette meg a partit, és arra kényszeríti, hogy bevallja, hirdetéseket adott fel a Craigslist-en és egy helyi rádióállomáson, mert aggódott, hogy senki sem fog eljönni.
A dolgok gyorsan eszkalálódnak, és megérkezik a rendőrség, amely egy csendháborításra reagál. A partizók időben elhallgatnak, meggyőzve a rendőröket, hogy a buli már véget ért. A rendőrök távoznak, és a buli folytatódik. T-Rick törpéjét összetörik, és kiderül, hogy nagy mennyiségű ecstasy tablettát tartalmaz, amelyet a bulizók, köztük Thomas és barátai gyorsan elfogyasztanak. Thomas megcsókolja Kirbyt, és elárulja, hogy szereti őt. Alexis eközben egész éjszaka flörtöl Thomasszal, és végül elcsábítja őt. Kirby besétál a párhoz, amikor éppen szexelni készülnek, és feldúltan távozik a buliból. A buli zaját és káoszát, amely időközben a  környékre is átterjedt, a tévéhíradók is közvetítik, s helikopterek repülnek a ház fölött. Egy törpe vendég Thomas apjának Mercedesét a medencébe hajtja, miután korábban a többi bulizó a sütőbe tette őt.
A rendőrség nagy erőkkel tér vissza, de a vendégek túlterheltek és visszaverik a támadást. Úgy döntenek, hogy hagyják, hogy a buli természetes módon érjen véget, mielőtt bevonulnának. T-Rick lángszóróval felfegyverkezve érkezik, felgyújtja a fákat és az autókat, hogy megkeresse Costát, és megpróbálja visszaszerezni a törpéjét, így a vendégek menekülni kényszerülnek, a buli pedig véget ér. A rendőrség kilövi a lángszóró tartályát, ami felrobban. Thomas, Costa, J.B. és Dax a többi vendéggel együtt elmenekül, miközben Thomas háza (és a környék többi része) lángokban áll, a kommandósok megjelennek, hogy visszafoglalják a környéket. Reggelre a fiúk visszatérnek a saját otthonaikba, hogy megtudják, milyen büntetés vár rájuk. Miután a szülei visszatérnek, Thomas apja megdicséri őt, amiért sikerült megrendeznie a partit, mert azt hitte, hogy ő egy vesztes, de Thomas főiskolai alapjából kell kifizeti a károkat. Az iskolában a fiúkat megörvendeztetik a diákok, és Thomas romantikusan kibékül Kirbyvel.
Az epilógusból kiderül, hogy T-Ricket a robbanás után élve találták meg; Thomast elítélik rendzavarásért, kiskorúak bűnelkövetéséhez való hozzájárulásért és lázadásra való felbujtásért, míg Costát és J.B.-t felmentik; Costát a drága ügyvédje miatt, míg J.B. szülei meggyőzik a bíróságot, hogy szellemileg képtelen és alkalmatlan a tárgyalásra. Costa azonban három különböző apasági teszt eredményére vár, J.B. pedig kénytelen a középiskola hátralévő részében a rövid buszon utazni. Dax ellen eközben nyomozás folyik a szülei eltűnése miatt. A Jillian Reynoldsnak adott tévéinterjúban Costa megígéri, hogy a következő bulija még jobb lesz.

## Szereplők
| Szerep         | Színész               | Magyar hang     |
| -------------- | --------------------- | --------------- |
| Thomas Kub     | Thomas Mann           | Morvay Gábor    |
| Costa          | Oliver Cooper         | Szvetlov Balázs |
| J.B.           | Jonathan Daniel Brown | Baráth István   |
| Dax            | Dax Flame             | Horváth Illés   |
| Kirby          | Kirby Bliss Blanton   | Molnár Ilona    |
| Alexis         | Alexis Knapp          | Csuha Borbála   |
| Miles          | Miles Teller          | Czető Roland    |
| Dühös kisember | Martin Klebba         | Szokol Péter    |
| Thomas apja    | Peter Mackenzie       | Rosta Sándor    |
| Thomas anyja   | Caitlin Dulany        | Bertalan Ágnes  |

## A film készítése

### Szereplőválogatás
Hogy azt a benyomást keltsék, hogy a Project-X eseményei valóban megtörténtek, a producerek úgy döntöttek, hogy nem ismert arcokat, hanem teljesen új színészeket keresnek. Phillips szerint a nyílt felhívás célja az volt, hogy "ismeretlen színészeket" és "valódi, minden etnikumú embereket" szerepeltessenek, akik normális esetben nem kapnának lehetőséget egy filmben való szereplésre. Phillips és Joel Silver producer úgy döntöttek, hogy országos nyílt meghallgatást indítanak, így az Egyesült Államok bármely 18 év feletti lakosa jelentkezhet a Project X meghallgatására egy erre a célra létrehozott weboldalon keresztül. A színészeknek olyan videókat kellett beküldeniük, amelyeken kínos vagy vicces történeteket mesélnek, vagy táncolnak. A hagyományos meghallgatást azonban továbbra is alkalmazták, hogy olyan színészek is részt vehessenek a meghallgatáson, akik kevés profi színészi tapasztalattal rendelkeztek. Az eljárás lehetővé tette, hogy a kiválasztott színészek tulajdonságai beépüljenek a karaktereikbe, beleértve azt is, hogy több esetben a karakterek átvették a színészek névsorát. A három főszereplő szereposztásakor a produkció elkerülte a szólószerepeket, ehelyett a három színészből álló csoport együtt hallgatta meg a meghallgatásokat, és különböző színészeket cseréltek ki és adtak hozzá, hogy kiderüljön, melyik csoport működik a legjobban együtt.
Az alacsony profilú színészek meghallgatása segítette a produkció költségvetésének alacsonyan tartását, elkerülve a sztárokhoz kötődő nagyobb fizetéseket. A szerepre való felkészülés és a főszereplők közötti hihető barátság megteremtése érdekében Brownt, Coopert és Mannt együtt küldték Disneylandbe, és egy hétvégét töltöttek egy faházban a kaliforniai Big Bear Cityben.

### Forgatás
A forgatás 2010. június 14-én kezdődött Los Angelesben, 12 millió dolláros költségvetésből. A forgatás huszonöt éjszakán át[21] délután 5 és reggel 5 óra között zajlott a kaliforniai Burbankben található Warner Ranch-en. A helyszín egy több házból álló ál-lakónegyedet tartalmazott. Thomas háza közvetlenül szemben állt azzal a házzal, amelyet Danny Glover karaktere, Roger Murtaugh használt az 1987-es Halálos fegyver című, Silver által gyártott akciófilmben.
A produkció azért döntött a helyszíni forgatás mellett, mert nehéznek bizonyult egy olyan valódi környék megtalálása, amelyet hatékonyan le lehetett volna zárni, és amely lehetővé tette volna a filmezést egész este és kora reggel. Phillips kifejtette, hogy egy valódi környék használata a filmhez szükséges tűzkárok miatt is nehéznek bizonyult volna. A forgatás során a dekoráció egy része tönkrement. A filmet nagyrészt időrendi sorrendben forgatták, mivel nehéz lett volna egy későbbi jelenet kárát kijavítani egy korábbi jelenet forgatásához. Mann a forgatásokat "parti hangulatúnak" írta le, a New York-i lemezlovas, Jesse Marco még akkor is zenélt a forgatáson, amikor a kamerák leálltak, hogy a szereplők és a statiszták energiáját fenntartsák. Sokan ugyanazokat a statisztákat hozták vissza a forgatás több éjszakájára, és a jelenetek között is folytatták a bulizást. Időnként akár 20 perces felvételeket is készítettek a táncoló statisztákról. A filmkészítés alatt a burbanki rendőrséget hívták a forgatásra a környékbeli lakosok zajpanaszai miatt.
A Project X-et cinéma vérité stílusban forgatták, a film eseményeit csak a partit figyelő operatőr első személyű szemszögéből mutatják be, hogy azt a hatást keltsék, mintha a nézők is jelen lennének az elszabadult partin. Nourizadeh kijelentette, hogy a stílus lehetővé tette, hogy a film "valóságosnak" tűnjön, és "megmutassa a valóságot, amit a gyerekek csinálnak". Ken Seng operatőr és Nourizadeh tizenkét különböző kamerarendszert tesztelt, mielőtt a digitális HD Sony F23 videokamerára esett a választásuk, és a döntésüket arra alapozták, hogy a kamera képes kezelni a természetes nappali fény és a stroboszkópfény okozta hirtelen szélsőséges fényváltozásokat. 
A filmet elsősorban Dax karakterének és kamerájának szemszögéből mutatják be, de Nourizadeh úgy is szerzett felvételeket, hogy a szereplők és a statiszták rendelkezésére bocsátott olyan rögzítő eszközöket, mint a BlackBerrys és az iPhone, hogy az operatőr perspektíváján vagy tudtán kívül zajló eseményeket rögzíthessék. Ez több órányi használhatatlan felvételt eredményezett, amelyet Nourizadehnek és csapatának meg kellett figyelnie, hogy olyan szegmenseket találjon, amelyeket be lehetett építeni a végső filmbe. Nourizadeh kijelentette, hogy "amikor valódi emberekkel valódi anyagot forgatunk, akkor úgy érezzük, hogy valóban az. Ez talált felvétel. Utáltam 10 órát azzal tölteni, hogy átnézem a flip-felvételek darabkáit - az emberek nem nyomták meg a stop gombot, olyan, mintha a zsebükben hordanák. De igen, nagyszerű élmény volt." Más felvételek is készültek fiktív rendőrségi és híradós kamerákból, hogy más perspektívából szemlélhessék az eseményeket.

## Fordítás
- Ez a szócikk részben vagy egészben  a   Project X (2012 film) című angol Wikipédia-szócikk fordításán alapul.  Az eredeti cikk szerkesztőit annak laptörténete sorolja fel. Ez a jelzés csupán a megfogalmazás eredetét és a szerzői jogokat jelzi, nem szolgál a cikkben szereplő információk forrásmegjelöléseként.